# Czyżyk (Góry Kaczawskie)
Czyżyk (niem. Hartenberg, 425 m n.p.m.) – wzniesienie w zachodniej części Grzbietu Małego w Górach Kaczawskich, położone ponad Pilchowicami i Strzyżowcem. Opada do Bobru i stanowi najdalej na zachód wysunięty fragment Gór Kaczawskich. Ku południowemu zachodowi odchodzi od niego boczne ramię zakończone nad Jeziorem Pilchowickim zakończone Zamkową.
Czyżyk zbudowany jest z gnejsów i granitognejsów należących do metamorfiku izerskiego, ze staropaleozoicznych skał metamorficznych – zieleńców, diabazów i łupków zieleńcowych oraz fyllitów i łupków serycytowo-muskowitowo-chlorytowo-kwarcowych, należących do metamorfiku kaczawskiego oraz z trzeciorzędowych bazaltów, które były eksploatowane w kamieniołomach na południowo-zachodnich zboczach. Porośnięty jest przez lasy świerkowe i mieszane.